# Bosc-Hyons
Bosc-Hyons település Franciaországban, Seine-Maritime megyében. Lakosainak száma 420 fő (2022. január 1.). Bosc-Hyons Avesnes-en-Bray, Beauvoir-en-Lyons, Bézancourt és Montroty községekkel határos.

## Népesség
A település népességének változása:
| Lakosok száma | 434  | 437  | 436  | 419  | 420  | 434  | 433  | 427  | 420  |
|               | 2013 | 2015 | 2016 | 2017 | 2018 | 2019 | 2020 | 2021 | 2022 |